# 圣吉米尼亚诺圣母升天协同教堂
圣母升天协同教堂（Collegiata di Santa Maria Assunta）是一座罗马天主教协同教堂和宗座圣殿，位于意大利中部托斯卡纳大区圣吉米尼亚诺中心的主教座堂广场，世界遗产项目“圣吉米尼亚诺历史中心”范围内。
该堂以圣经题材的连环壁画著称，被联合国教科文组织被描述为“超凡美丽的作品”。

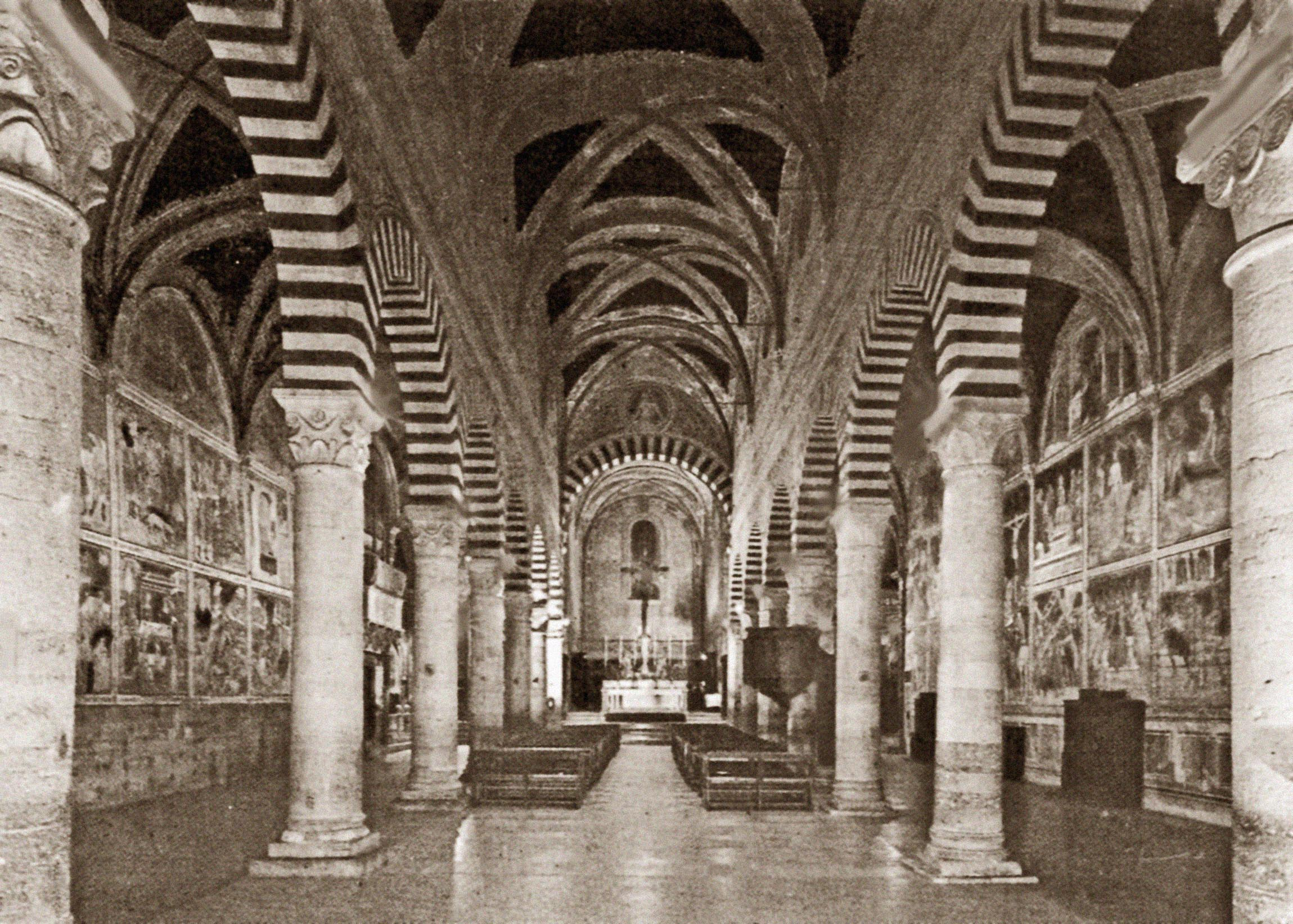
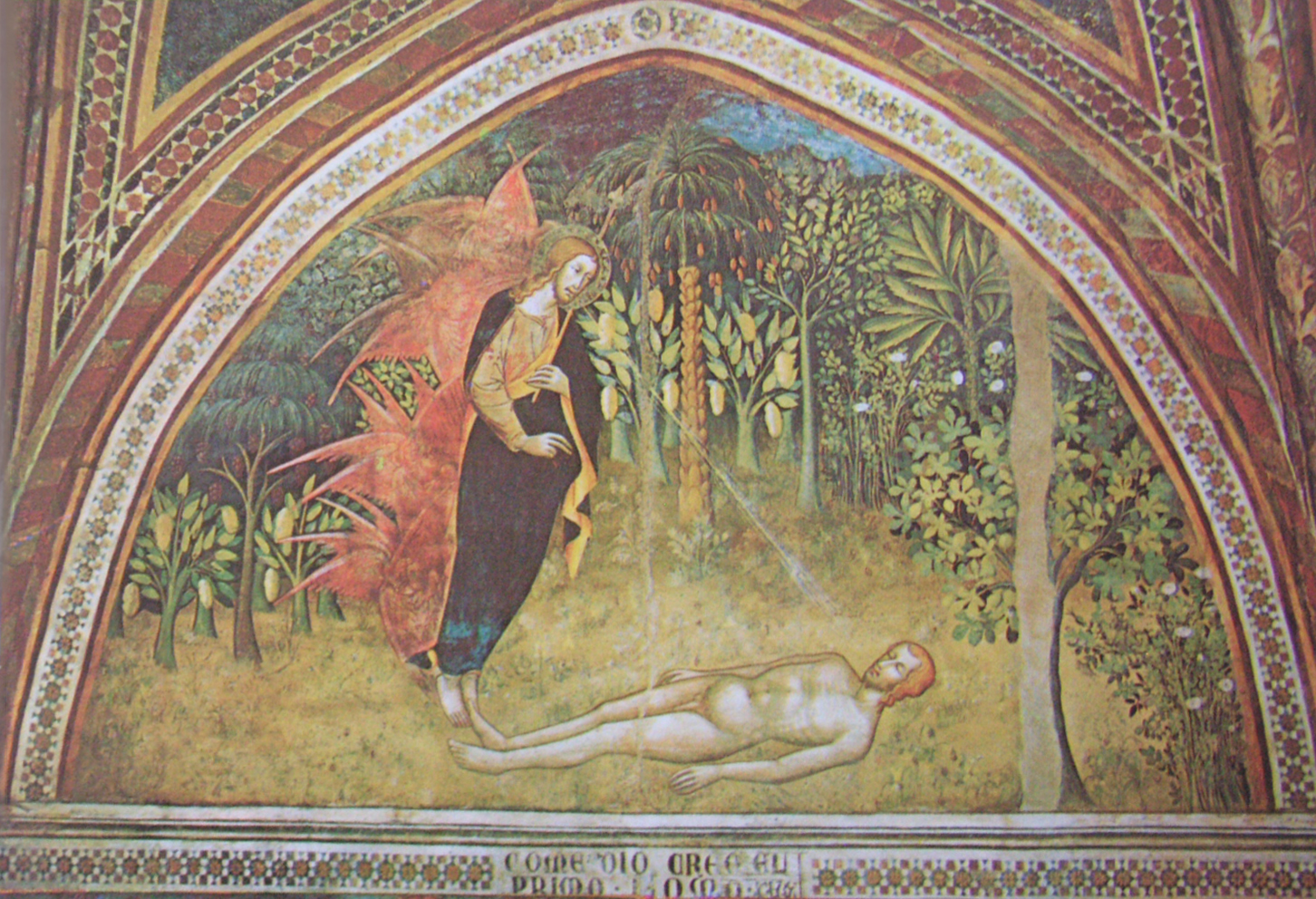
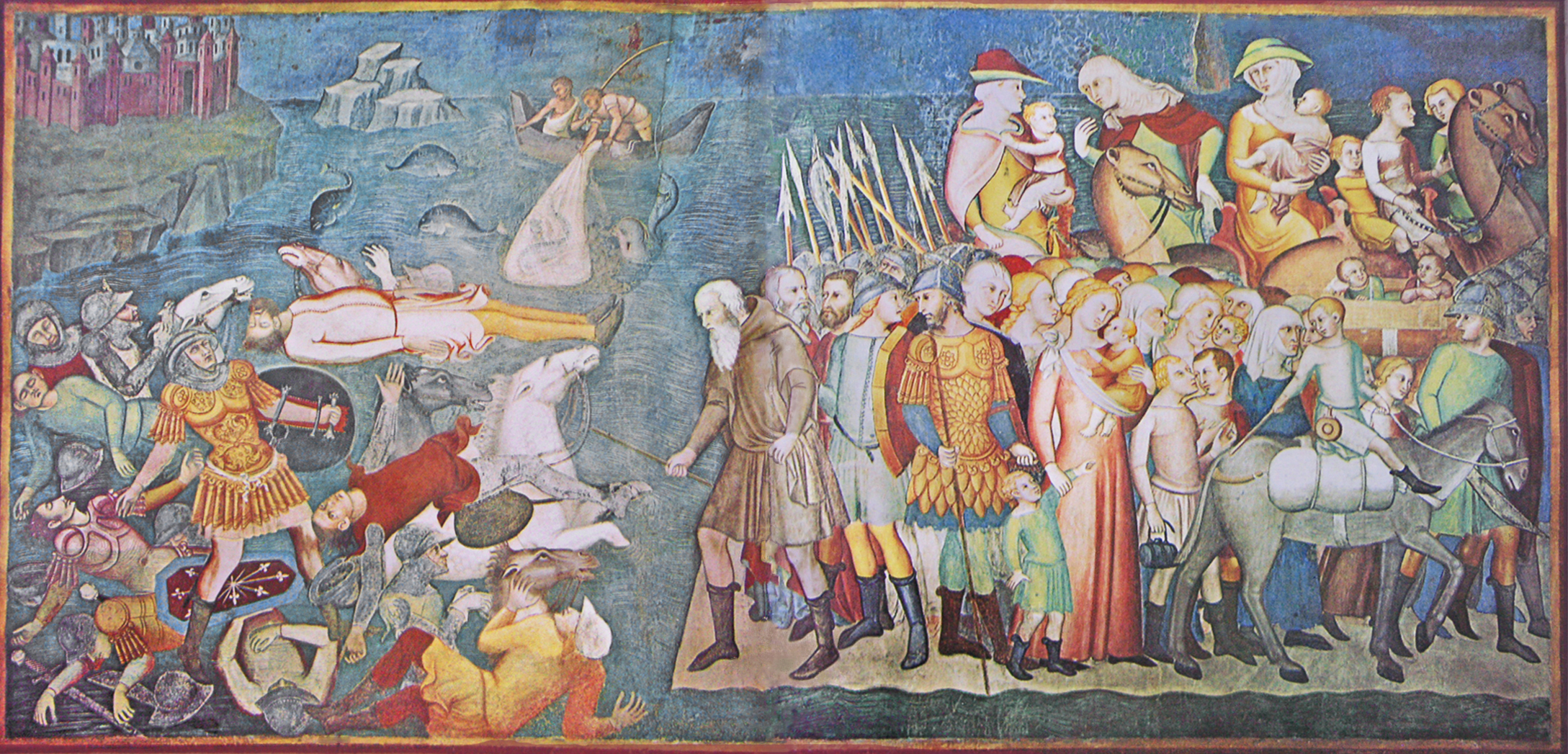
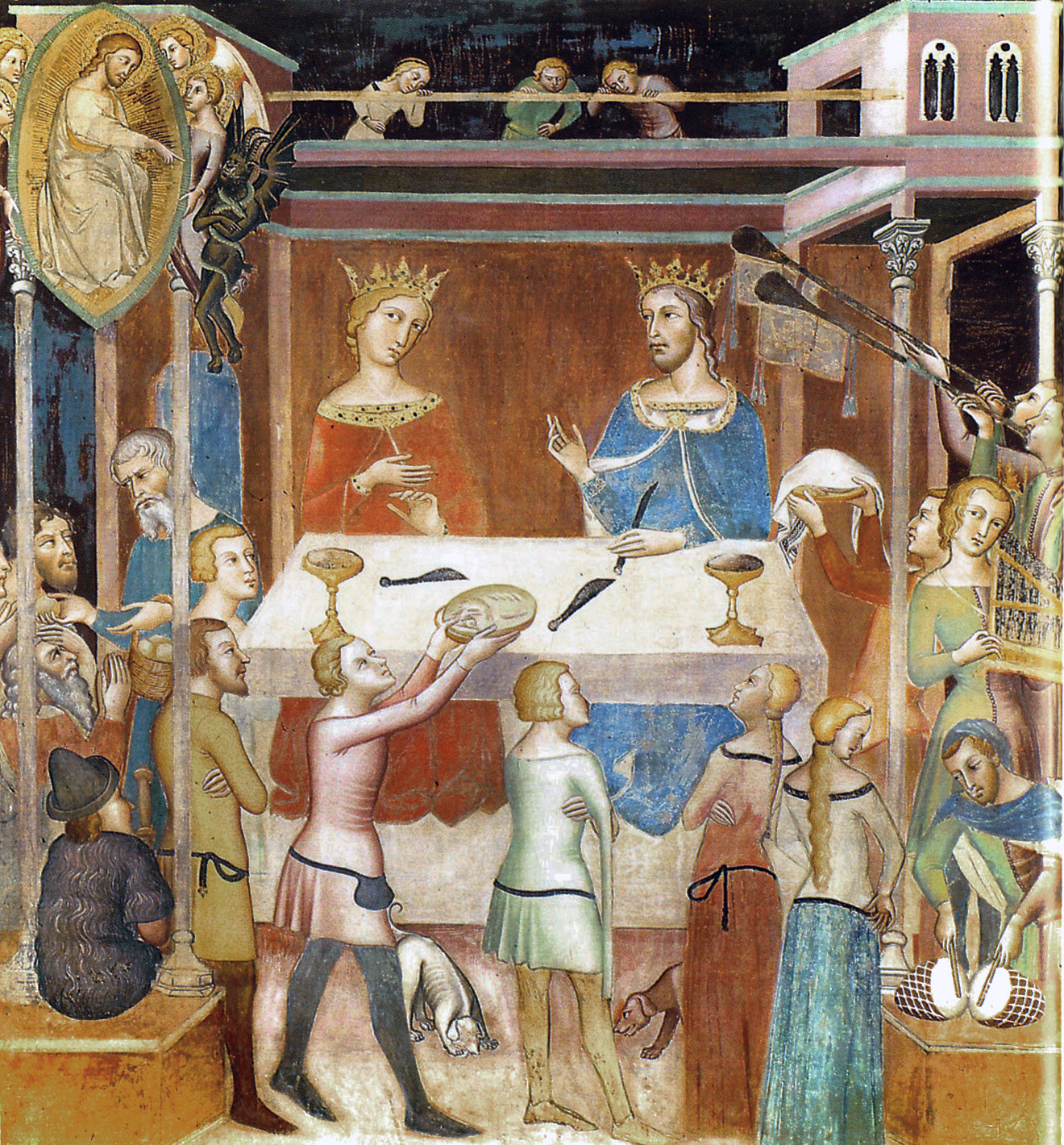
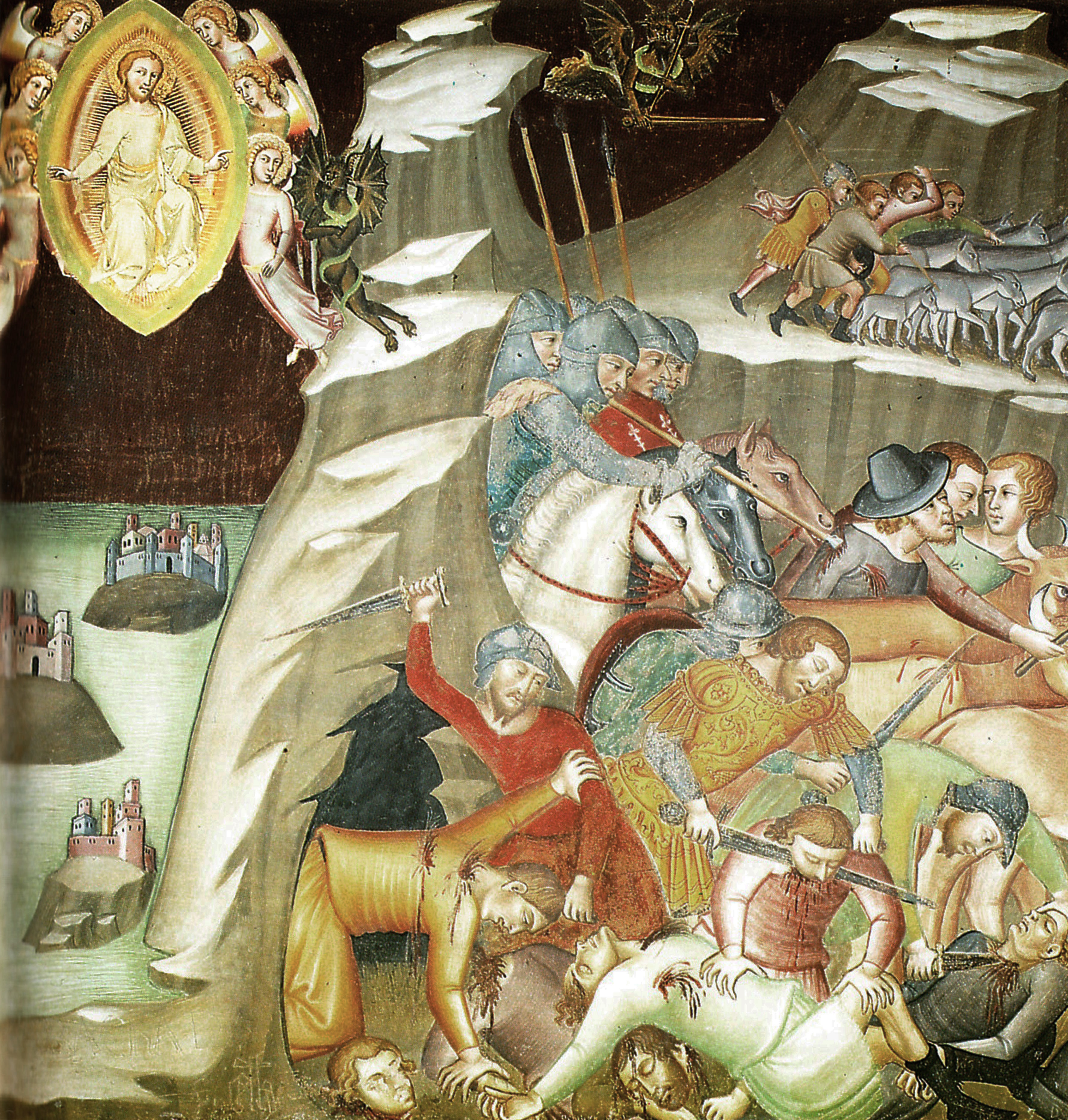
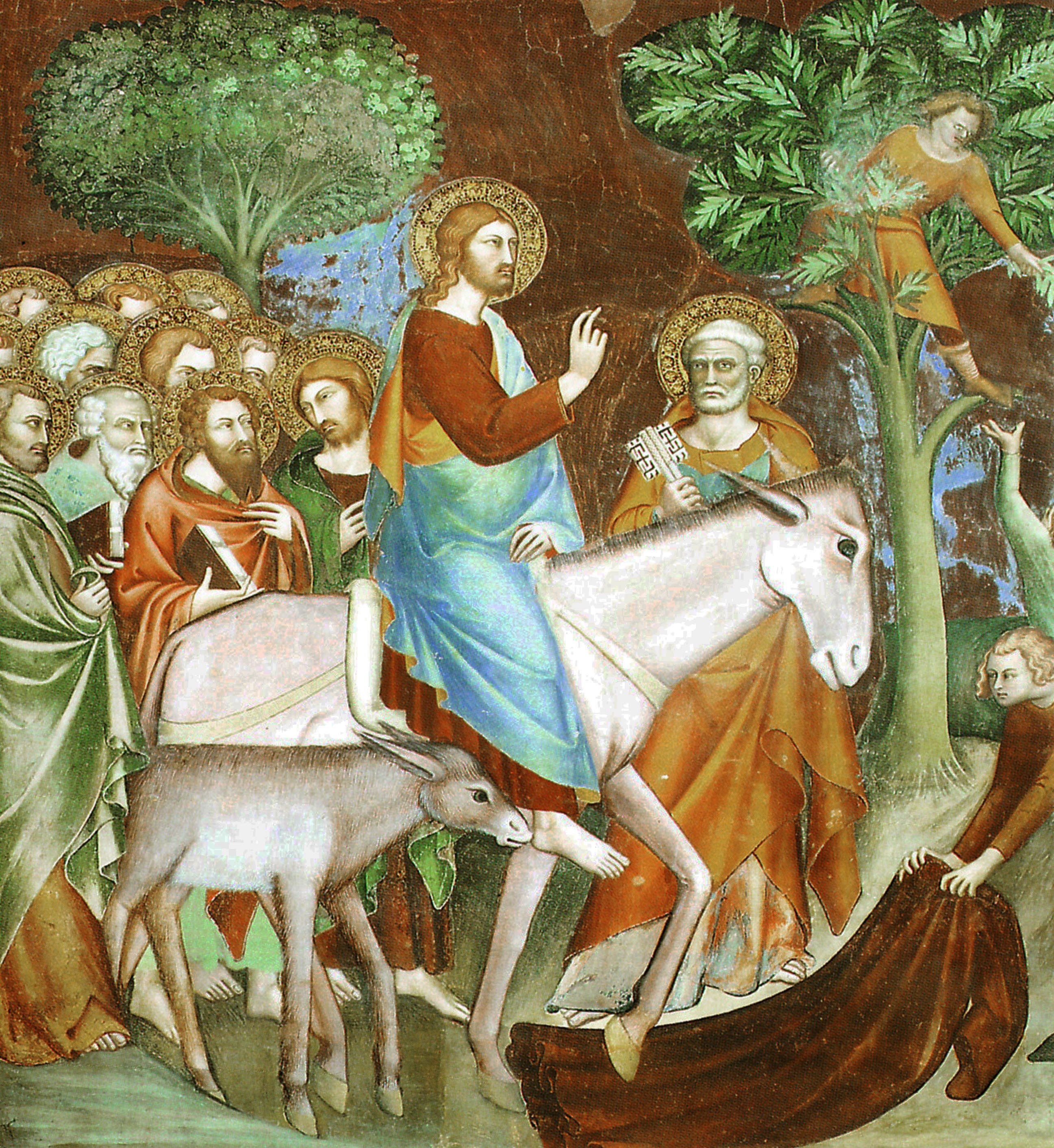
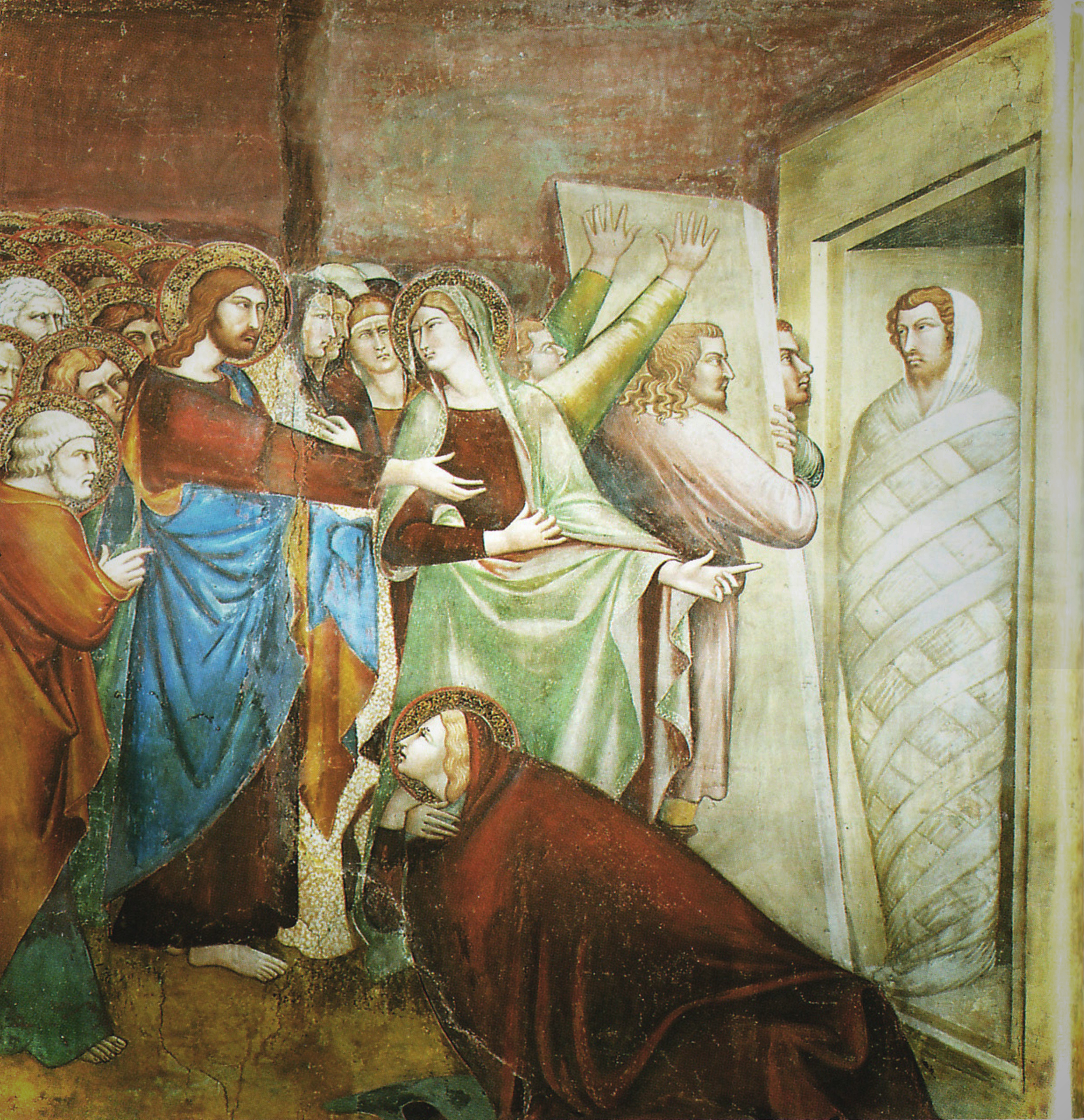
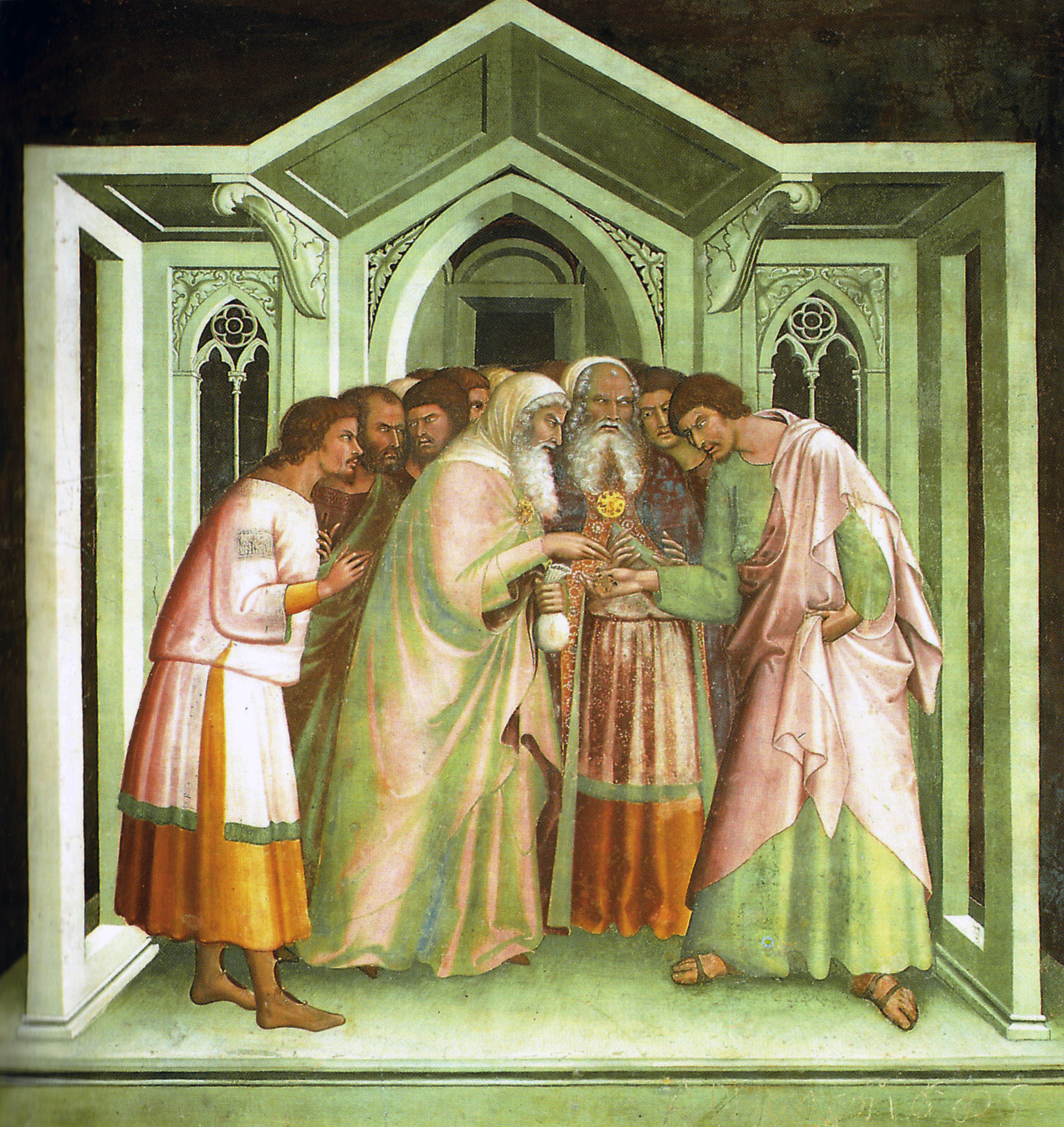
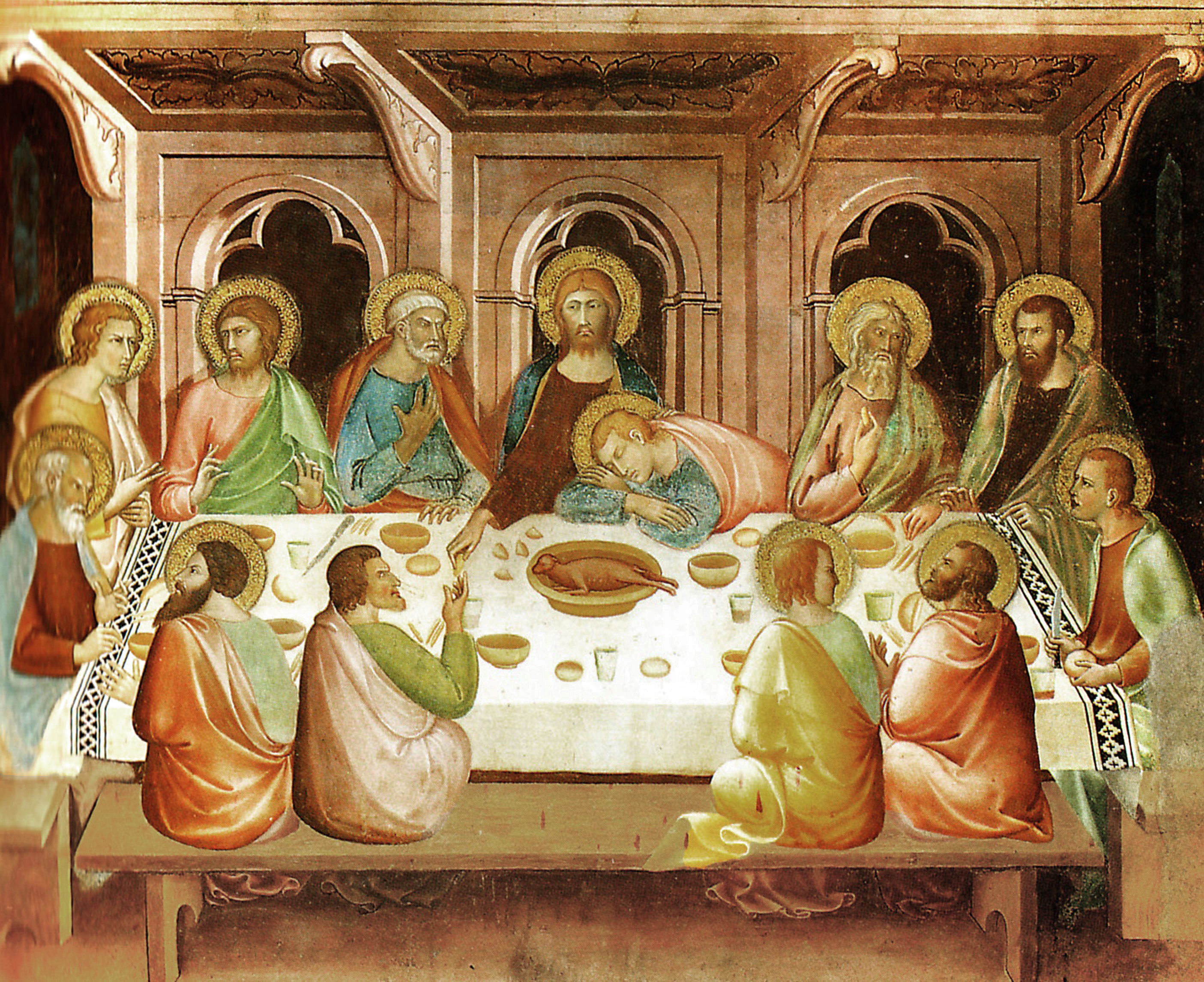
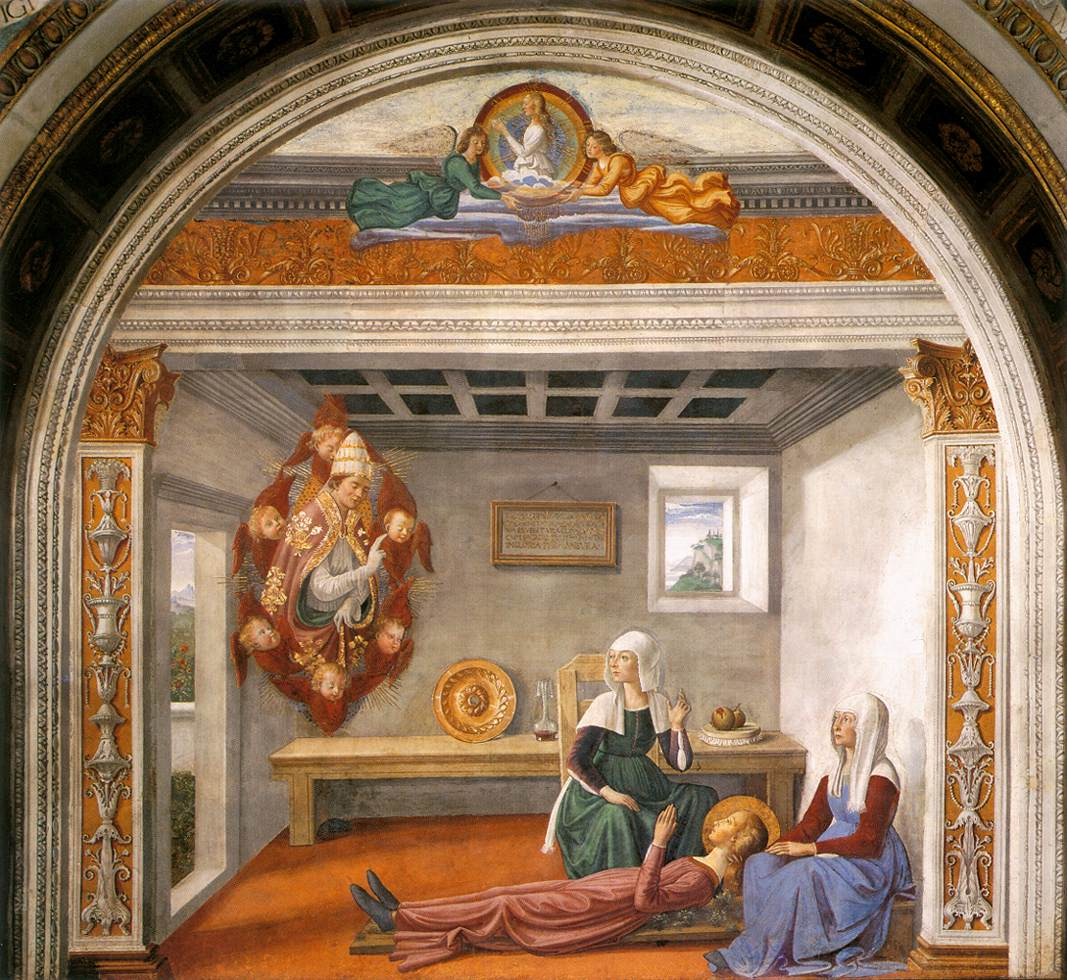
圣斐诺
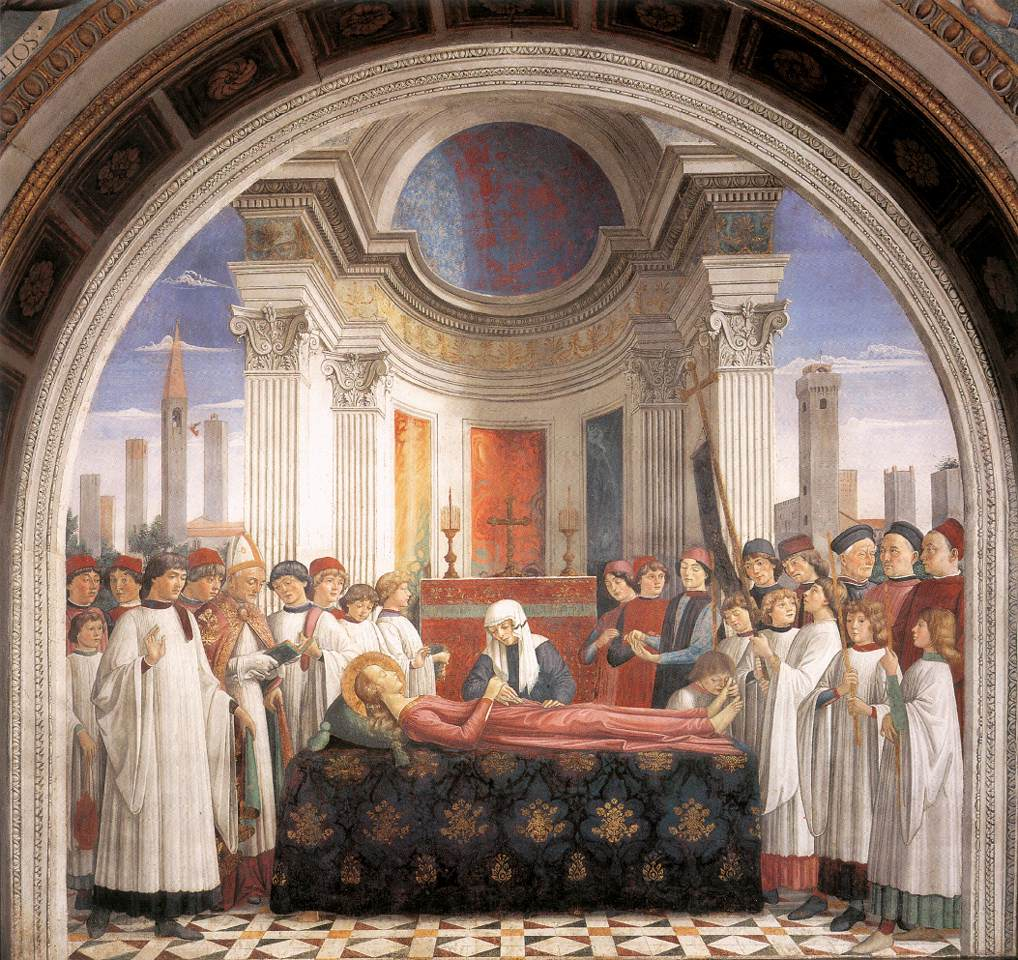
圣斐诺
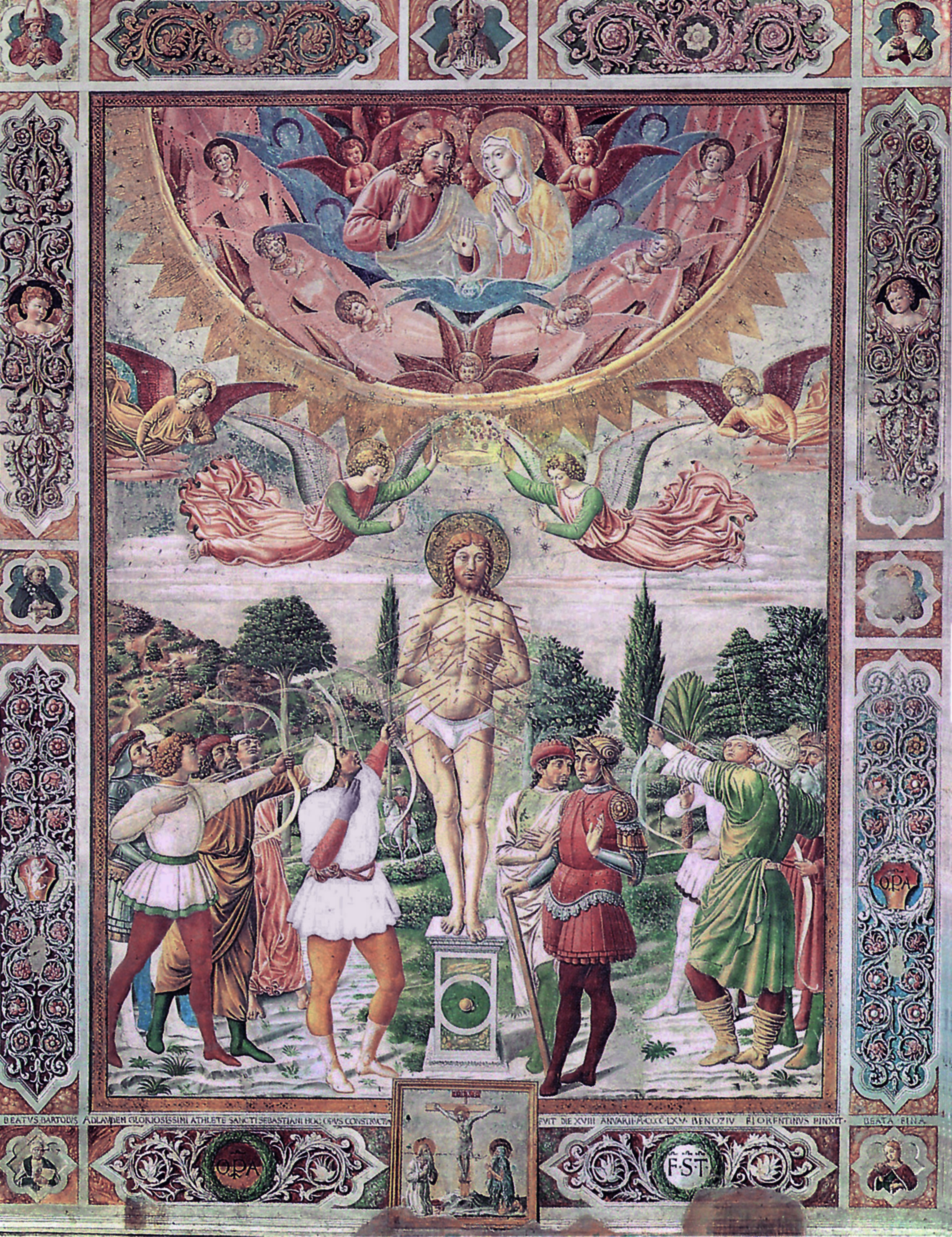
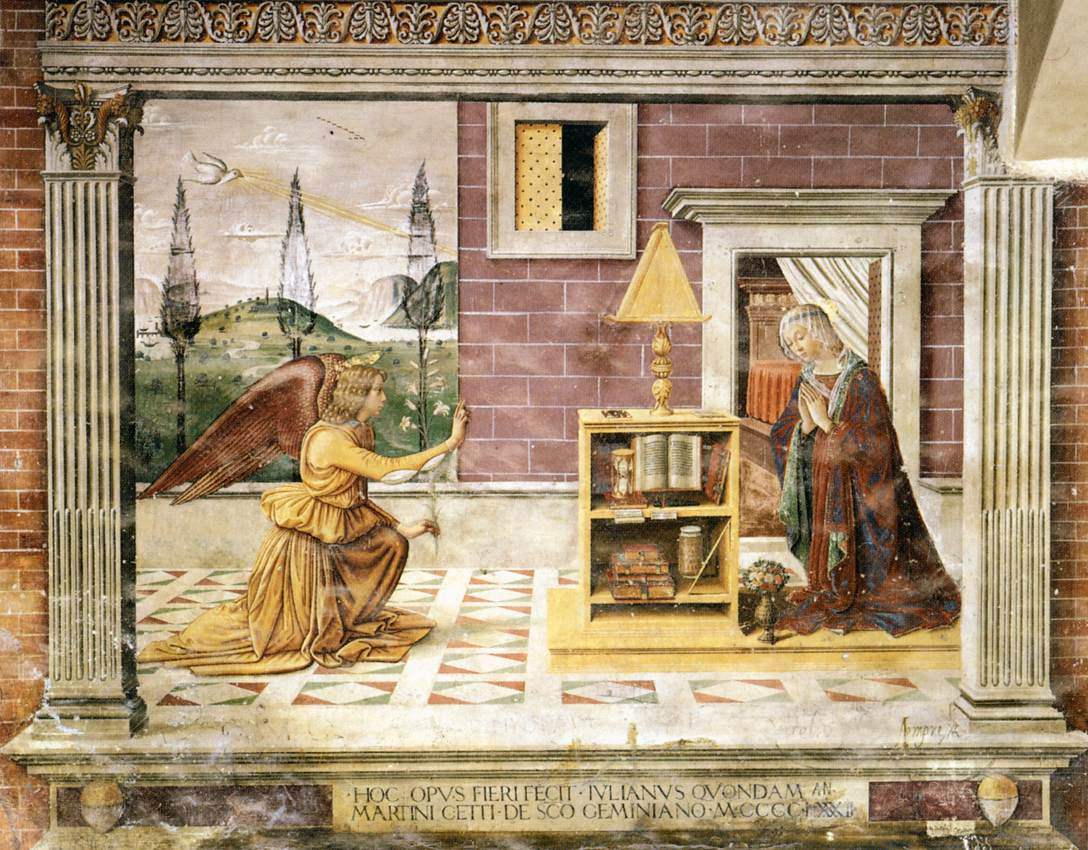